# Seznam členů Slovenské národní rady po volbách v roce 1954
Toto je seznam členů Slovenské národní rady po volbách v roce 1954, kteří zasedali v tomto nejvyšším zákonodárném sboru Slovenska. 
Šlo o třetí Slovenskou národní radu zvolenou v řádných volbách a zároveň druhou, která byla volena na základě nově přijaté Ústavy Československé republiky. Volby v roce 1954 se odehrávaly v systému jednotné kandidátní listiny Národní fronty. Zvoleno bylo 103 poslanců SNR. Početně dominovala Komunistická strana Slovenska. Mandáty získala i Strana slovenské obrody a Strana slobody.

## Seznam poslanců
Řazeno abecedně, v závorce stranická příslušnost (pokud je známa).
členové SNR, zvolení ve volbách 1954, kteří složili slib na první schůzi
- Jozef Árvay (KSS)
- Michal Bakuľa (KSS)
- Andrej Bagar (KSS[2])
- Ľudovít Benada (KSS)
- Július Benč
- Rudolf Benčúrik (SSO)[3]
- Ján Berta (KSS)
- Vasil Biľak (KSS)
- Mária Bírová (KSS[4])
- Ľudovít Bortel (KSS)
- Ondrej Brandič (KSS)
- Ján Cengel (Strana slobody[5])
- Mária Cedzová (KSS)
- Anna Cuperová[6]
- Vojtech Daubner (KSS)
- František Déneš (KSS[7])
- Pavol Dubovský (KSS[8])
- Irena Ďurišová (KSS)
- Mária Feková
- Ján Foltín
- Viktor Fuchs
- Jozef Gajdošík (SSO)
- Ján Gejza (KSS)[9]
- Emília Glatterová (KSS)
- Mária Gregorová (KSS[10])
- Gejza Hanzel
- Mária Hanzlíková
- Jozef Haša (SSO)
- Michal Hatadám (KSS)
- Jolana Hercková (KSS[11])
- Anna Hodálová
- Stanislav Hollý (KSS)
- Dr. h. c. Alexander Horák (bezpartijní)
- Martin Hraško (SSO)
- Jozef Hromada
- Ing. Michal Hrubý
- Pavol Hudec
- Anna Chudadová-Viteková
- Karol Janó
- Viktor Joner (KSS)
- Anna Kalinajová (bezpartijní)[12]
- Michal Kanda (KSS[13])
- Ľudovít Kerek (KSS)
- Ondrej Klokoč (KSS)
- Fraňo Kráľ[14] (KSS)
- Ján Krbavec
- Jozef Kríž (KSS)
- Vladimír Križko
- Alžbeta Križmová
- Miloš Krno (KSS[15])
- František Kubač[16]  (KSS)
- Ján Kubiš
- Július Kusý[17]
- Jozef Kysela
- Vincent Ľahký (KSS)
- Ján Lešo
- Ondrej Levrinc (KSS)[18]
- Ján Lichner (SSO)
- Pavel Lúč
- Jozef Lukačovič (SSO)
- Štefan Macháň
- Pavol Majling (KSS)
- Ján Marko[19] (KSS)
- Ondrej Meliška (KSS[20])
- Ján Merčák
- Ferdinand Merešš[21]
- Jozef Mésároš
- Ján Mešťánek
- Helena Mitrová
- Jozef Mjartan (SSO)
- Ján Mockovčiak (KSS)
- Anton Mrázik
- Štefan Nagy (KSS)
- Juraj Ondrejka
- Juraj Pancák (KSS)
- Egyd Pepich (KSS)
- Viera Pírková
- Emil Píš (KSS)
- Fridrich Pongrácz (bezpartijní)[22]
- Jozef Prokoš
- Milan Rázus (KSS)
- Matej Rusňák
- František Seifert
- Michal Sivčo
- Rudolf Strechaj (KSS)
- Viktor Strmeň (KSS)[23]
- Ondrej Súlety (Strana slobody)
- Štefan Šebesta (KSS)
- dr. Ivan Štefánik (SSO)
- Ján Švec[24]
- Samuel Takáč (KSS)
- gen. Jaroslav Ťokan
- Jozef Tokár (KSS)
- Pavol Török
- Vojtech Török (SSO)
- Imrich Tóth
- Ján Trenčík (KSS)
- Jozef Trsťan (KSS)
- František Ulrich
- Rudolf Urminský
- Irma Vidová (Csemadok)
- Michal Žákovič (Strana slobody)
- Božena Žitníková

členové SNR, kteří nastoupili do SNR dodatečně
- Stanislav Ftorek[25]
- Jozef Hojč[26] (KSS[27])
- Oskár Jeleň[28] (KSS)
- Ján Lenghardt[29]
- Ján Pirč[30] (KSS)
- Michal Radvak[30]